# Classe Formidable (couraçados)
A Classe Formidable foi uma classe de couraçados pré-dreadnought operada pela Marinha Real Britânica, composta pelo HMS Formidable, HMS Irresistible e HMS Implacable. Suas construções começaram em 1898 nos Estaleiros Reais de Portsmouth, Chatham e Devonport, foram lançados ao mar em 1898 e 1899 e comissionados na frota em 1901. O projeto dos navios foi baseado na predecessora Classe Majestic, mas incorporando melhoramentos implementados primeiro na Classe Canopus, incluindo o uso de blindagem Krupp e um sistema de propulsão aprimorado. Além disso, as linhas de seu casco foram refinadas com o objetivo de permitir memlhores capacidades de manobra.
Os couraçados da Classe Formidable eram armados com uma bateria principal composta por quatro canhões de 305 milímetros montados em duas torres de artilharia duplas. Tinham um comprimento de fora a fora de 131 metros, boca de quase 23 metros, calado de nove metros e um deslocamento carregado de mais de dezesseis mil toneladas. Seus sistemas de propulsão eram compostos por vinte caldeiras a carvão que alimentavam dois motores de tripla-expansão, que por sua vez giravam duas hélices até uma velocidade máxima de dezoito nós (33 quilômetros por hora). Os navios também tinham um cinturão principal de blindagem que tinha uma espessura máxima de 229 milímetros.
Os navios tiveram inícios de carreira tranquilos, servindo tanto em casa quanto no Mar Mediterrâneo e Oceano Atlântico. A Primeira Guerra Mundial começou em 1914 e eles foram designados para patrulhar o Canal da Mancha, onde o Formidable foi torpedeado e afundando por um submarino alemão no ano novo de 1915. O Irresistible foi enviado para a Campanha de Galípoli em 1915, afundando em março depois de bater em minas. O Implacable foi então enviado para substituí-lo, dando apoio para desembarques anfíbios na área. Foi para a Grécia ao final da campanha e depois retornou para casa em meados de 1917, sendo usado como depósito flutuante até ser desmontado em 1921.